# Академик Сергей Королёв (судно)
«Академик Сергей Королёв» — научно-исследовательское судно проекта 1908 Академии наук СССР, построено на Черноморском Судостроительном Заводе в Николаеве в 1970 году. Государственный флаг СССР был поднят 26 декабря 1970 года. По своему уровню оснащения относится к универсальным судам космического флота.
Судно имеет две платформы и четыре палубы. Корпус судна разделён поперечными водонепроницаемыми переборками на четырнадцать отсеков. На судне имеется носовая и кормовая надстройка, в носовой надстройке находится ходовой мостик, судовая радиостанция, каюты комсостава и экспедиции, в кормовой — передающий радиоцентр, каюты экипажа. Палубы и платформы соединены между собой трапами и пятью грузовыми лифтами.

## Назначение
Основное назначение судна: обеспечение оперативного управления космическими аппаратами (измерение параметров траектории движения, прием и обработка телеметрической информации и передача командной информации, обеспечение связи с космонавтами) за пределами зоны радиовидимости наземного автоматизированного комплекса управления, проведение исследования верхних слоев атмосферы и космического пространства. Основной район работы — Атлантический океан.

## История
Разработано в ЦКБ «Черноморсудопроект», заказ на проект 1908 («Канопус») выдан в сентябре 1968 года министерством обороны СССР. Главный конструктор — С. М. Козлов (руководитель ЦКБ «Черноморсудопроект»), ведущий конструктор — Юрий Теодорович Каменецкий. Строительство велось на Черноморском судостроительном заводе, в кооперации участвовало около 200 разработчиков и поставщиков, судно сдано заказчику 28 декабря 1970 года.
В свою первую экспедицию «Академик Сергей Королёв» отправился 18 марта 1971 года, за весь срок службы выполнил в общей сложности двадцать две экспедиции, продолжительностью от одного до одиннадцати месяцев. Свой последний рейс судно выполняло с 19 апреля по 28 октября 1991 года.
После распада Советского Союза судно досталось Украине, но в связи с сокращением космических программ и отсутствием средств дальнейшая эксплуатация и содержание судна оказались невыгодными.
В 1996 году судно было продано Индии, переименовано в Orol и осенью того же года разделано на металлолом на кладбище кораблей в Аланге.

## В филателии

Почтовые марки
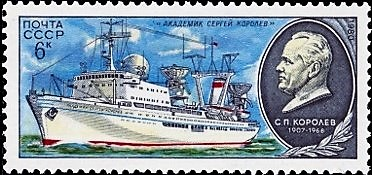
Марка СССР, Научно-исследовательское судно «Академик Сергей Королёв»
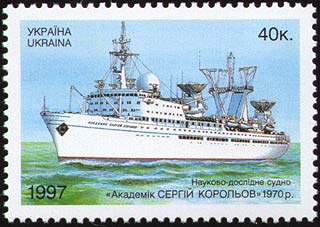
Марка Украины, Научно-исследовательское судно «Академик Сергей Королёв»